# Basilix
Le Basilix Shopping Center, aussi appelé Basilix, est un centre commercial situé dans le nord-ouest de Bruxelles. Il doit son nom à la basilique de Koekelberg, qui est toute proche. 
Début de la construction du centre en 1982 venant s'ajouter au bâtiment du Delhaize déjà existant. 
Le 1er avril 1984, le centre commercial est officiellement ouvert au public, avec plus de 70 magasins : alimentaires, non alimentaires, restaurants
D'importants travaux de rénovation prennent place de juin 2020 à septembre 2021 afin de replacer le shopping en tant qu'acteur principal du shopping à Bruxelles

## Commerces
- Media Markt
- À La Carte
- Andy & Jeff
- BASE
- Brico
- CASA
- Cassis
- Celio
- Il Caffè
- Equivalenza
- Alain Afflelou
- Cricket & Co
- Delhaize
- DI
- H&M
- Hans Anders
- HEMA
- Hunkemoller
- Kruidvat
- MANO
- Mayerline
- Milord
- MULLER
- Multipharma
- Neckermann
- Okaïdi
- Orange
- Paprika
- Perfect Couture
- Photomaton
- April
- Press Shop
- Proximus Center
- Sergent Major
- Sweet Waffle
- TELENET
- Tiffany's
- Twice As Nice
- Valentino
- Vanden Borre
- VENIZI